# H. Joel Deckard

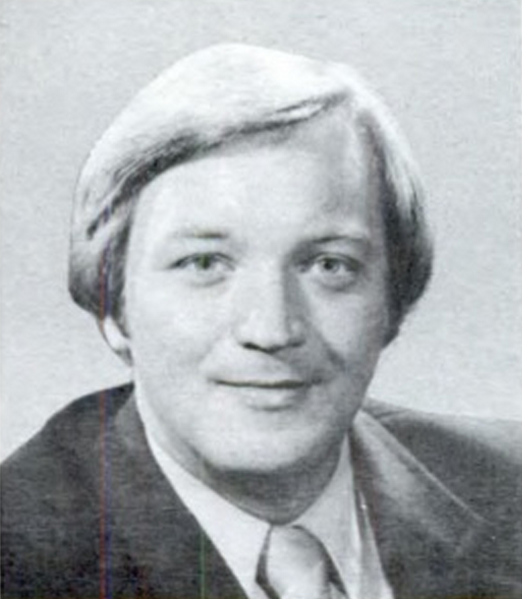
H. Joel Deckard

Huey Joel Deckard (* 7. März 1942 in Vandalia, Illinois; † 6. September 2016 in McKinney, Texas) war ein US-amerikanischer Politiker. Zwischen 1979 und 1983 vertrat er den Bundesstaat Indiana im US-Repräsentantenhaus.

## Werdegang
Joel Deckard besuchte die öffentlichen Schulen in Mount Vernon (Indiana). Zwischen 1962 und 1967 studierte er an der University of Evansville. Danach diente er bis 1972 in der Nationalgarde des Staates Indiana. Bereits seit 1959 war er dort sowie in Illinois in der Radio- und Fernsehbranche tätig. Von 1974 bis 1977 war er Vorstandsmitglied der Illinois-Indiana TV Association, einer Kabelfernsehfirma. Deckard gründete außerdem ein eigenes Unternehmen, das sich mit der Planung und dem Bau von Energie sparenden Eigenheimen und Büros auf Solarbasis befasste.
Politisch schloss sich Deckard der Republikanischen Partei an. Zwischen 1966 und 1974 saß er als Abgeordneter im Repräsentantenhaus von Indiana. Bei den Kongresswahlen des Jahres 1978 wurde er im achten Wahlbezirk von Indiana in das US-Repräsentantenhaus in Washington, D.C. gewählt, wo er am 3. Januar 1979 die Nachfolge von David L. Cornwell antrat. Nach einer Wiederwahl konnte er bis zum 3. Januar 1983 zwei Legislaturperioden im Kongress absolvieren. Im Jahr 1982 wurde er nicht erneut bestätigt.
Nach seinem Ausscheiden aus dem US-Repräsentantenhaus zog Joel Deckard nach Florida, wo er in Tallahassee in der Computerabteilung der Citibank arbeitete. Damals schloss er sich der Reform Party von Ross Perot an. Im Jahr 2000 kandidierte er für seine neue Partei erfolglos für den US-Senat. Dabei kam er nur auf 0,3 % der Wählerstimmen.